# Кошелево (Невельский район)
Кошелёво — деревня в Невельском районе Псковской области России. Входит в состав Артёмовской волости. 

## География
Расположена в 27 км к юго-востоку от города Невель на берегу Кошелевского озера.
В 3 верстах к югу от Кошелёво находилась деревня Субачево (упразднена решением Псковского облисполкома в 1983 году).

## Население
| 2001 | 2002 | 2010 |
| ---- | ---- | ---- |
| 213  | ↘165 | ↘110 |

Численность населения деревни по оценке на начало 2001 года составляла 213 человек.